# Elecciones municipales de Moscú de 2022
Las elecciones municipales de Moscú de 2022 se llevaron a cabo el 11 de septiembre de ese año. En dichas elecciones se eligieron a los diputados de los consejos municipales en 125 distritos de Moscú, por un total de al menos 1502 escaños.
Aunque el puesto de miembro del consejo municipal es relativamente impotente, los candidatos a alcalde de Moscú deben obtener el apoyo de los diputados municipales para poder presentarse a las elecciones.
Los resultados de las elecciones revelaron una gran derrota para la oposición, ya que el partido Rusia Unida aumentó su caudal de votos, y su asociación Mi Distrito se ubicó en segundo lugar, logrando entre ambos sumar un total de 1294 escaños. Como informó RBC, la oposición perdió el control de 16 distritos de la capital.